# Алдан (місто)
Алда́н (рос. Алдан, якут. Алдан; до 1939 року селище Незамєтний) — місто в Якутії (Росія), адміністративний центр Алданського улусу Якутії. Виникло у зв'язку з відкриттям в 1920-х роках родовищ золота.
Розташоване на Амуро-Якутській залізничній магістралі за 290 км на північ від залізничної станції Беркакіт та за 530 км на південь від Якутська на Алданському нагір'ї, у басейні річки Алдан (права притока Лени).
Центр гірничої промисловості району. Видобуток золота, слюди. Металообробка; виробництво будматеріалів.

## Клімат
Алдан має типовий східносибірський субарктичний клімат, хоча зазнає певний вплив Тихого океану як і більшість населених пунктів у сточищі нижньої Лени, через що має набагато більше опадів протягом літа, ніж решта теренів республіки, а також трохи більше снігу і значно менш екстремальні зимові температури. Хоча зима дещо менш екстремальна, ніж в Якутські, літо на насправді трохи холодніше, ніж в північніших районах.
| Клімат Алдан                                  | Клімат Алдан | Клімат Алдан | Клімат Алдан | Клімат Алдан | Клімат Алдан | Клімат Алдан | Клімат Алдан | Клімат Алдан | Клімат Алдан | Клімат Алдан | Клімат Алдан | Клімат Алдан | Клімат Алдан |
| Показник                                      | Січ.         | Лют.         | Бер.         | Квіт.        | Трав.        | Черв.        | Лип.         | Серп.        | Вер.         | Жовт.        | Лист.        | Груд.        | Рік          |
| Абсолютний максимум, °C                       | −2,5         | −1           | 9,1          | 18,8         | 27,4         | 34,3         | 34,4         | 35,2         | 25,8         | 15,8         | 6,1          | −0,6         | 35,2         |
| Середній максимум, °C                         | −21,9        | −18,1        | −9,3         | 1,0          | 10,6         | 20,3         | 22,6         | 19,2         | 9,8          | −2,4         | −14,6        | −21,2        | −0,3         |
| Середня температура, °C                       | −26,3        | −23,3        | −15,2        | −4,2         | 5,1          | 13,9         | 16,6         | 13,4         | 4,9          | −6,4         | −18,8        | −25,3        | −5,5         |
| Середній мінімум, °C                          | −30,6        | −28,3        | −21,3        | −9,6         | 0,0          | 7,5          | 10,9         | 8,1          | 0,8          | −10,4        | −23,1        | −29,5        | −10,5        |
| Абсолютний мінімум, °C                        | −48,7        | −46,3        | −42          | −31,7        | −16          | −5,9         | −0,8         | −4,4         | −16,1        | −30,3        | −44,9        | −48,3        | −48,7        |
| Середня кількість сонячних годин на місяць    | 66           | 119          | 192          | 210          | 249          | 262          | 276          | 227          | 144          | 93           | 73           | 41           | 1952         |
| Норма опадів, мм                              | 27           | 24           | 29           | 36           | 71           | 82           | 108          | 105          | 94           | 68           | 42           | 32           | 718          |
| Днів з дощем                                  | 0            | 0            | 0,1          | 4            | 16           | 19           | 19           | 18           | 18           | 4            | 0            | 0            | 98           |
| Днів зі снігом                                | 27           | 26           | 23           | 19           | 13           | 1            | 0,03         | 0,3          | 10           | 26           | 27           | 28           | 200          |
| Вологість повітря, %                          | 78           | 76           | 70           | 62           | 61           | 63           | 71           | 75           | 76           | 77           | 78           | 78           | 72           |
| --------------------------------------------- | ------------ | ------------ | ------------ | ------------ | ------------ | ------------ | ------------ | ------------ | ------------ | ------------ | ------------ | ------------ | ------------ |
| Джерело: Pogoda.ru.net, NOAA (sun, 1961–1990) |              |              |              |              |              |              |              |              |              |              |              |              |              |